# Kill Her First
 (avril 2018).
Kill Her First est un groupe de screamo et hardcore mélodique allemand, originaire de Berlin. Le groupe est formé en 2007 par Géraldine Crocianelli, Giulia Campagna et Jana März. Elles ont joué sur plusieurs festivals et concerts et elles ont fait la première partie pour Kittie, Anberlin, Thursday, Hawthorne Heights et Cancer Bats.

## Biographie
Kill Her First est formé en 2007 par Géraldine Crocianelli (chanteuse), Giulia Campagna (chanteuse) et Jana März (bassiste) à Berlin en Allemagne. Ils ajoutent rapidement Oliver Meyer en tant que guitariste en Vincent Hulman en tant que batteur. En novembre 2010, elles sortent leur deuxième disque Anatomy 101.
En mars 2016, elles signent chez Krod Records pour sortir leur EP Born to Be Strong,,,. En mars 2017, Kill Her First publie son premier clip, celui de la chanson The One Who’s Always Right issu de leur prochain EP. En mai 2017, elles jouent sur la scène de Coretex Records à Berlin pour le Myfest.

## Discographie
- 2008 : Insidher
- 2010 : Anatomy
- 2014 : Kill Her Sexism Racism Homophobia First
- 2017 : Born to Be Strong (EP)